# Eléonore Vergeot
Eléonore Vergeot, född 1820, död 1886, var en fransk tjänare. 
Hon hade ett förhållande med Napoleon III under hans fångenskap i Frankrike 1841-1846, och fick två söner med honom. 